# IC 28
IC 28 је спирална галаксија у сазвјежђу Кит која се налази на листи објеката дубоког неба у Индекс каталогу.
Деклинација објекта је - 13° 27' 21" а ректасцензија 0h 33m 8,6s. Привидна величина (магнитуда) објекта IC 28 износи 14,9 а фотографска магнитуда 15,7. IC 28 је још познат и под ознакама NPM1G -13.0024, PGC 169992.